# Liste des navires de la marine grecque
Liste des navires de la marine grecque.
| Classe (Type)                                   | Image            | Nom | #                                                                               | Nom en grec | Constructeur                | Service actif    | Notes                                          |
| Sous-marins (11)                                | Sous-marins (11) | Sous-marins (11) | Sous-marins (11)                                                                | Sous-marins (11) | Sous-marins (11)            | Sous-marins (11) | Sous-marins (11)                               |
| ----------------------------------------------- | ---------------- | --- | ------------------------------------------------------------------------------- | --- | --------------------------- | ---------------- | ---------------------------------------------- |
| Glavkos class (209/1100)                        |                  | HS Nirefs HS Triton | S111 S112                                                                       | Νηρεύς Τρίτων | HDW                         | 2                |                                                |
| Poseidon class (209/1200)                       |                  | HS Poseidon HS Amfitriti HS Pontos | S116 S117 S119                                                                  | Ποσειδών Αμφιτρίτη Πόντος                                                                                                 | HDW                         | 3                |                                                |
| Okeanos class (209/1500 AIP)                    |                  | HS Okeanos | S118                                                                            | Ωκεανός | HDW HS Co.                  | 1                | Formed individual class after upgrade.         |
| Papanikolis class (214)                         |                  | HS Papanikolis HS Pipinos HS Matrozos HS Katsonis | S120 S121 S122 S123                                                             | Παπανικολής Πιπίνος Ματρώζος Κατσώνης                                                                                     | HDW HS Co.                  | 4                |                                                |
| Frégates (13)                                   |                  | |                                                                                 | |                             |                  |                                                |
| Classe Hydra (Meko-200HN)                       |                  | HS Hydra HS Spetsai HS Psara HS Salamis | F452 F453 F454 F455                                                             | Ύδρα Σπέτσαι Ψαρά Σαλαμίς                                                                                                 | B.V.&Co HS Co.              | 4                |                                                |
| Classe Elli                                     |                  | HS Elli HS Limnos HS Adrias HS Aigaion HS Navarinon HS Kountouriotis HS Kanaris HS Themistoklis HS Nikiforos Fokas                                                          | F450 F451 F459 F460 F461 F462 F464 F465 F466                                    | 'Ελλη Λήμνος Αδρίας Αιγαίον Ναυαρίνον Κουντουριώτης Κανάρης Θεμιστοκλής Νικηφόρος Φωκάς                                   | N.K.                        | 9                |                                                |
| Navire d'attaque rapide (19)                    |                  | |                                                                                 | |                             |                  |                                                |
| Classe Roussen (Super-Vita)                     |                  | HS Roussen HS Daniolos HS Krystallidis HS Grigoropoulos HS Ritsos HS Karathanasis HS Vlahakos                                                                               | P67 P68 P69 P70 P71 P78 P79                                                     | Ρουσσέν Δανίολος Κρυσταλλίδης Γρηγορόπουλος Ρίτσος Καραθανάσης Βλαχάκος                                                   | Elefsis Sh.                 | 7                |                                                |
| Laskos class (La Combattante III)               |                  | HS Laskos HS Blessas HS Mykonios HS Troupakis | P20 P21 P22 P23                                                                 | Λάσκος Μπλέσσας Μυκόνιος Τρουπάκης                                                                                        | Elefsis Sh.                 | 4                |                                                |
| Kavaloudis class (La Combattante IIIb)          |                  | HS Kavaloudis HS Degiannis HS Xenos HS Simitzopoulos HS Starakis | P24 P26 P27 P28 P29                                                             | Καβαλούδης Ντεγιάννης Ξένος Σιμιτζόπουλος Σταράκης                                                                        | HS Co.                      | 5                |                                                |
| Votsis class (La Combattante IIa)               |                  | HS Votsis HS Pezopoulos HS Maridakis | P72 P73 P75                                                                     | Βότσης Πεζόπουλος Μαριδάκης                                                                                               | CMdN                        | 3                | To be withdrawn from service.                  |
| Cannoniers (10)                                 |                  | |                                                                                 | |                             |                  |                                                |
| Classe Osprey 55                                |                  | HS Armatolos HS Navmachos | P18 P19                                                                         | Αρματωλός Ναυμάχος | HS Co.                      | 2                |                                                |
| Classe HSY-55                                   |                  | HS Kasos HS Polemistis | P57 P61                                                                         | Κάσος Πολεμιστής | HS Co.                      | 2                |                                                |
| Classe Machitis (Classe Osprey HSY-56A)         |                  | HS Machitis HS Nikiphoros HS Aittitos HS Krataios | P266 P267 P268 P269                                                             | Μαχητής Νικηφόρος Αήττητος Κραταιός                                                                                       | HS Co.                      | 4                |                                                |
| Classe Asheville                                |                  | HS Tolmi HS Ormi | P229 P230                                                                       | Τόλμη Ορμή | PB Inc.                     | 2                | Former US Navy, transferred to Greece in 1989. |
| Navire de services (14)                         |                  | |                                                                                 | |                             |                  |                                                |
| Classe Etna                                     |                  | HS Prometheus | A374                                                                            | Προμηθεύς | Elefsis Sh.                 | 1                |                                                |
| Fleet Support                                   |                  | HS Atlas I | A471                                                                            | Άτλας I |                             | 1                | 2019                                           |
| 701C class (Classe Lüneburg)                    |                  | HS Axios HS Aliakmon | A464 A470                                                                       | Αξιός Αλιάκμων | B.V.&Co                     | 2                |                                                |
| Oil Tankers                                     |                  | HS Zeus HS Ouranos HS Hyperion HS Orion | A375 A416 A417 A376                                                             | Ζεύς Ουρανός Υπερίων Ωρίων                                                                                                |                             | 4                |                                                |
| Water Tankers                                   |                  | HS Kalliroe HS Trichonis HS Doirani HS Kerkini HS Prespa HS Stymphalia | A468 A466 A467 A433 A434 A469                                                   | Καλλιρόη Τριχωνίς Δοϊράνη Κερκίνη Πρέσπα Στυμφαλία                                                                        | Aulida Shipyards            | 6                |                                                |
| Embarcation de débarquement et aéroglisseur (9) |                  | |                                                                                 | |                             |                  |                                                |
| Classe Jason                                    |                  | HS Chios HS Samos HS Ikaria HS Lesvos HS Rodos | L173 L174 L175 L176 L177                                                        | Χίος Σάμος Ικαρία Λέσβος Ρόδος                                                                                            | HS Co.                      | 5                |                                                |
| Classe Zoubr                                    |                  | HS Cephalonia HS Ithaca HS Kerkyra HS Zakynthos | L180 L181 L182 L183                                                             | Κεφαλληνία Ιθάκη Κέρκυρα Ζάκυνθος                                                                                         | PO More Sh.Y.               | 4                |                                                |
| Navire de transport de personnes (2)            |                  | |                                                                                 | |                             |                  |                                                |
| Pandora class                                   |                  | HS Pandora HS Pandrosos | A419 A420                                                                       | Πανδώρα Πάνδροσος | Perama Shipyard             | 2                |                                                |
| Patrouilleurs (6)                               |                  | |                                                                                 | |                             |                  |                                                |
| Tjeld class                                     |                  | HS Andromeda HS Kyknos HS Pegasus HS Toxotis | P196 P198 P199 P228                                                             | Ανδρομέδα Κύκνος Πήγασος Τοξότης                                                                                          |                             | 4                |                                                |
| Esterel class                                   |                  | HS Diopos Antoniou HS Kelevstis Stamou | Ρ286 Ρ287                                                                       | Δίοπος Αντωνίου Κελευστής Στάμου                                                                                          |                             | 2                |                                                |
| Navire de guerre des mines (4)                  |                  | |                                                                                 | |                             |                  |                                                |
| Classe Hunt (navire de guerre des mines)        |                  | HS Evropi HS Kallisto | M62 M63                                                                         | Ευρώπη Καλλιστώ | VT Group                    | 2                |                                                |
| Classe Osprey                                   |                  | HS Evniki HS Kalypso | M61 M64                                                                         | Ευνίκη Καλυψώ | Avondale Shipyard, Int. USA | 2                |                                                |
| Repêcheur de torpilles (3)                      |                  | |                                                                                 | |                             |                  |                                                |
| 430/430A class                                  |                  | HS Arachthos HS Evrotas HS Nestos | A461 A460 A463                                                                  | Αραχθός Ευρώτας Νέστος |                             | 3                |                                                |
| Navires divers (6)                              |                  | |                                                                                 | |                             |                  |                                                |
| Oceanographic & Scientific Research             |                  | HS Nautilus HS Pytheas HS Strabon HS Akatos 14 | A478 A474 A476 AΚ14                                                             | Ναυτίλος Πυθέας Στράβων Άκατος 14                                                                                         |                             | 4                |                                                |
| Lighthouse Tenders                              |                  | HS Karavogiannos HS Lykoudis | A479 A481                                                                       | Καραβόγιαννος Λυκούδης |                             | 2                |                                                |
| Navires historiques (3)                         |                  | |                                                                                 | |                             |                  |                                                |
| Pisa class armoured cruiser                     |                  | HS Georgios Averof | -                                                                               | Γεώργιος Αβέρωφ |                             | 1                | Museum ship.                                   |
| Fletcher class destroyer                        |                  | HS Velos | D16                                                                             | Βέλος |                             | 1                | Navire musée.                                  |
| Trirème                                         |                  | HS Olympias | -                                                                               | Ολυμπιάς |                             | 1                | Historical ship reconstruction.                |
| Remorqueurs (17)                                |                  | |                                                                                 | |                             |                  |                                                |
| Tugboat                                         |                  | HS Aias HS Gigas HS Danaos HS Iason HS Minos HS Nestor HS Pelias HS Persefs HS Adamastos HS Atrefs HS Atromitos HS Achillefs HS Diomidis HS Odyssefs HS Romaleos HS Thisefs | A412 A432 A427 A424 A436 A421 A437 A429 A411 A439 A410 A409 A440 A425 A442 A441 | Αίας Γίγας Δαναός Ιάσων Μίνως Νέστωρ Πελίας Περσεύς Αδάμαστος Ατρεύς Ατρόμητος Αχιλλεύς Διομήδης Οδυσσεύς Ρωμαλέος Θησεύς |                             | 17               |                                                |